# Masakazu Natsuda
Masakazu Natsuda (Japans: 夏田昌和, Natsuda Masakazu) (Tokio, 2 juli 1968) is een Japans componist, muziekpedagoog en dirigent. Hij is de zoon van componist en muziekpedagoog Shoko Natsuda. 

## Levensloop
Natsuda studeerde compositie bij Jo Kondo, Masayuki Nagatomi en Teruyuki Noda aan de Tokyo National University of Fine Arts and Music ((東京藝術大学 Tōkyō Gei-jutsu Daigaku), nu: Tokyo University of the Arts in Tokio, waar hij in 1991 zijn Bachelor of Music en in 1993 zijn Master of Music behaalde. Verder studeerde hij orkestdirectie bij Kazuyoshi Akiyama aan het Senzoku Gakuen College of Music in Yokohama. Van 1993 tot 1997 studeerde hij compositie bij Gérard Grisey en orkestdirectie bij Jean-Sébastien Bereau aan het Conservatoire national supérieur de musique in Parijs, waar hij eerste prijzen met lof behaalde. 
In 1992 maakte hij zijn debuut als dirigent met zijn compositie Morphogenesis in een uitvoering met het New Symphony Orchestra in Tokio. Vanaf 1998 is hij dirigent van het hedendaagse ensemble Alpha en sinds 2001 van het Ensemble Vivo waarmee hij vooral eigentijdse werken uitvoert zoals bijvoorbeeld Voltex Temporum I-III van zijn voormalig leraar Gérard Grisey en The Desert Music van Steve Reich.
Vanaf 1998 is hij docent voor compositie en muziektheorie aan de Tokyo University of the Arts, de Toho Gakuen Universiteit, de Nihon Universiteit alsook aan het Kunitachi College of Music in Tokio.
Als componist schreef hij werken voor orkest, kamerorkest, piano en orgel. Hij bereikte nationale en internationale prijzen zoals de Ataka Prijs (1989), de derde prijs tijdens de Japan Music Competition (1991) voor zijn compositie Rapprochement, de eerste prijs tijdens de Shin-Kyo Competition (1991) voor het werk Morphogenesis, een bijzondere vermelding van de jury tijdens de Goffredo Petrassi Competition (1997) en een derde prijs tijdens de Fundação Oriente International Young Conductors Competition (1997). Zijn werken werden uitgevoerd tijdens de Gaudeamus Muziek week in 1998.

## Composities

### Werken voor orkest
- 1991 Morphogenesis, voor hobo en orkest
- 1993 The String of Life, voor viool en orkest
- 1995 Soliton, voor klein orkest
- 1997 Megalithic Waves, voor klein orkest
- 2001 Astration – in memoriam Gérard Grisey, voor orkest
- 2002 Tableau avec Ré, Fa, La, voor klein orkest

### Vocale muziek

#### Liederen
- Poems by Ryokan, voor mezzosopraan, saxofoon en slagwerk
  1. Awayuki no... (Light Snow)
  2. Interlude
  3. Yume no yoni (Like A Dream)

### Kamermuziek
- 1991 Rapprochement, voor dwarsfluit, hobo, 2 violen, 2 altviolen en piano
- 1991 Quatre Prismes dans l’Espace, voor 12 trompetten en 3 slagwerkers
- 1992 Sous un ciel étoile, près de l’eau, voor 2 violen, piano en 2 slagwerkers
- 1994 Divergence, voor dwarsfluit, klarinet, viool, cello en piano
- 1995 Trois Dessins, voor trombone, harp, viool, altviool, cello en slagwerk
- 1996 West, or Evening Song in Autumn, voor sopraansaxofoon en slagwerk
- 1996 Gallop, voor dwarsfluit en piano (ook in een versie voor: dwarsfluit, klarinet, viool en piano)
- 1998 Motet de l’aube, hommage à Guillaume de Machaut, voor basklarinet, contrafagot, 3 violen en slagwerk
- 1999 Scherzo pour Trio Trichronochrome, voor hoorn, viool en piano
- 2000 Rencontre, voor dwarsfluit, viool en slagwerk
- 2000 Equatorial Song, voor dwarsfluit en geprepareerd piano
- 2002 Falling, voor dwarsfluit, klarinet, viool, altviool, cello en piano
- 2006 Inégal, voor vibrafoon en klavecimbel
- 2008 Lonc tans me sui tenu de chanter, mes... voor altfluit en altviool
- 2008 2 Pièces voor hoorn en altviool

### Werken voor orgel
- 1993 Parcours entre Vitraux et Absidioles
- 1993 Electro-Spiral, "The Ladder of Life", voor elektronische orgel
- 1998 Gameraphony, voor 2 elektronische orgels

### Werken voor piano
- 1994 Flux et Reflux
- 1997 Flots, "Dan-no-ura"

### Werken voor slagwerk
- 2001 Stumbling Drums in Savanna, voor slagwerk
- 2008 Wooden Music, voor slagwerkensemble